# Geschiedenis van de United States Coast Guard
De Geschiedenis van United States Coast Guard gaat terug tot de Revenue Cutter Service, die werd opgericht op 4 augustus 1790 als onderdeel van het Department of the Treasury (Ministerie van Financiën). De Revenue Cutter Service en de United States Life-Saving Service fuseerden tot de Coast Guard op 28 januari 1915. In 1939 werd de United States Lighthouse Service aan de Coast Guard toegevoegd. De Coast Guard zelf werd verplaatst naar het Department of Transportation in 1967 en op 25 februari 2003 werd het onderdeel van het Department of Homeland Security. Maar als het Congress het stelt in een oorlogsverklaring, of wanneer de President het beveelt, opereert de Coast Guard onder het Department of the Navy.

## Vroege Geschiedenis
De voorloper van de Coast Guard, de Revenue Cutter Service, werd opgericht op 4 augustus 1790, toen de Tariff Act de bouw van tien kotters en het rekruteren van 100 officieren toestond. Van 1790, toen de Continental Navy werd opgeheven, tot 1798, toen de United States Navy werd opgericht, was de Revenue Cutter Service de enige bewapende zeemacht van de Verenigde Staten. Kotters van de Revenue waren betrokken bij de Quasi-Oorlog met Frankrijk van 1798 tot 1799, de Oorlog van 1812 en de Mexicaans-Amerikaanse Oorlog.
Een andere voorloper, de United States Lighthouse Service, werd opgericht door een statuut in 1911. De voorganger van de Lighthouse Service was de United States Lighthouse Board, opgericht in 1852.
In 1794 kreeg de Revenue Cutter Service toestemming tot het voorkomen van slavenhandel tussen Afrika en de Verenigde Staten. Tussen 1794 en 1865 onderschepte de Service ongeveer 500 slavenschepen. In 1808 was de Service verantwoordelijk voor het bekrachtigen van het embargo ingesteld door President Thomas Jefferson, wat het sluiten van Amerikaanse havens voor Europese handel inhield.
De rol van de Coast Guard in het beschermen van het milieu gaat terug tot de Timber Act van 1822 die de Revenue Cutter Service de taak gaf het hout van de regering te beschermen tegen stropers.
Tijdens de Amerikaanse Burgeroorlog vuurde de kotter Harriet Lane van de Revenue Cutter Service de eerste schoten van oorlog op zee af op het stoomschip Nashville tijdens het beleg van Fort Sumter.
In de jaren 1880 en 1890 was de Revenue Cutter Service van groot belang bij de ontwikkeling van Alaska. Kapitein "Hell Roaring" Michael A. Healy, van de USRC Bear, redde walvisvaarders die vast zaten bij Point Barrow, Alaska en brachten rendieren naar Alaska voor een stabiele voedselbron. Healy had de reputatie van een onbehouwen zeeman en moest regelmatig voor de krijgsraad komen, maar werd keer op keer in rang hersteld.

## Ontstaan van de moderneCoast Guard
In 1915 werden de Revenue Cutter Service en de Life-Saving Service samengevoegd tot de Coast Guard. De Lighthouse Service werd aan de Coast Guard toegevoegd in 1939. Op 28 februari 1942 werd het Bureau of Marine Inspection and Navigation overgeplaatst naar de US Coast Guard.

## Drooglegging
In de jaren 1920 kreeg de Coast Guard een aantal voormalige US Navy-torpedobootjagers om te helpen bij het bekrachtigen van de Drooglegging. Dit was niet geheel succesvol, door de traagheid van de destroyers. De missie droeg wél bij aan de ervaring van de officieren en onderofficieren van de Coast Guard, wat goed van pas kwam tijdens de Tweede Wereldoorlog. De bijnaam "Hooligan Navy" stamt ook uit deze tijd, door de flexibiliteit van de Coast Guard in het aannemen van personeel ontslagen bij andere diensten, om zo snel uit te breiden. De term werd een term van trots binnen de dienst.

## Tweede Wereldoorlog

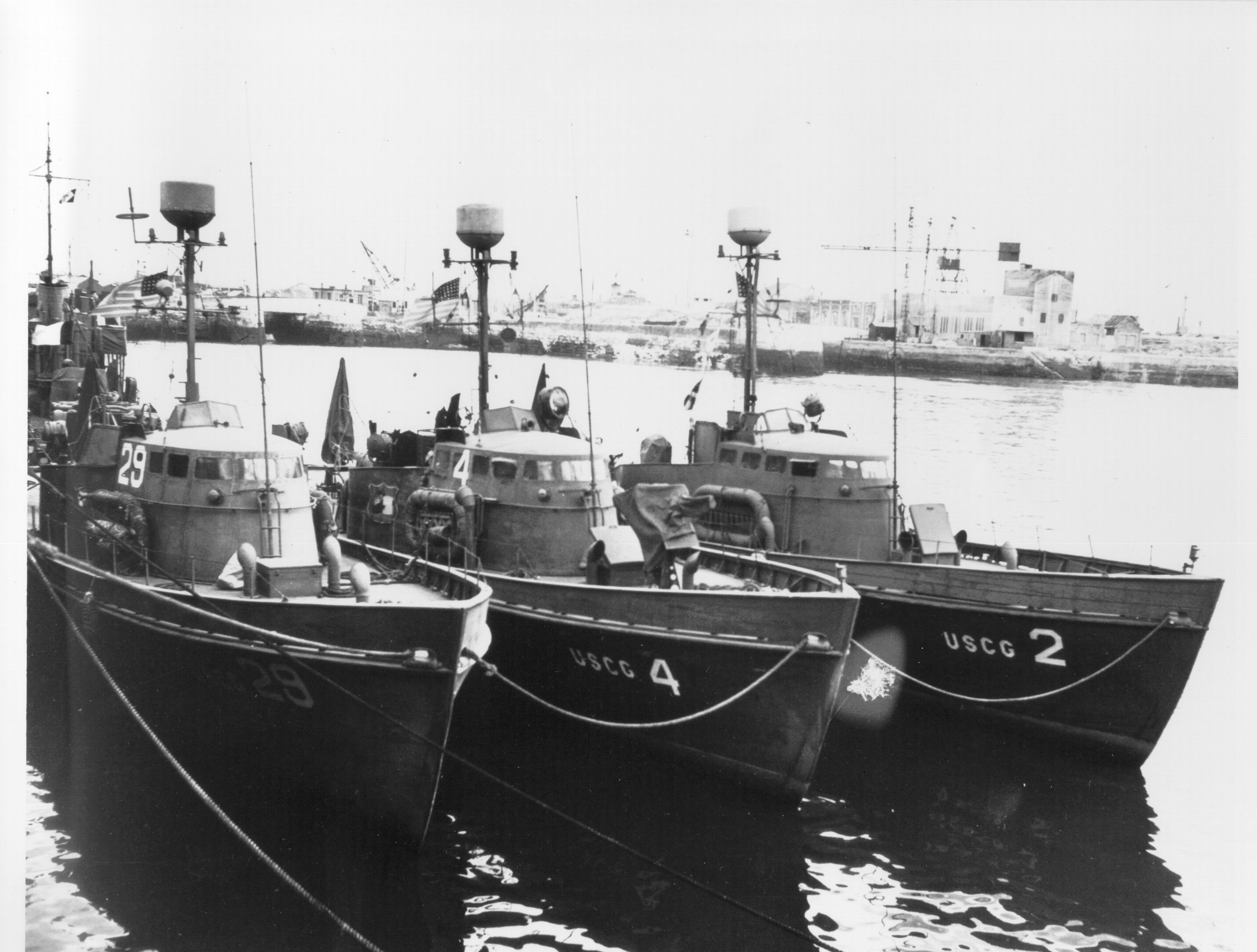
Reddingsvloot in Poole Harbor in 1944

Voor de Amerikaanse deelname aan de Tweede Wereldoorlog, patrouilleerden de kotters van de Coast Guard het noordelijke deel van de Atlantische Oceaan. President Roosevelt besloot dat de International Ice Patrol door moest gaan om te patrouilleeren rondom Groenland. De Cryolietmijnen waren namelijk vitaal voor het winnen van aluminium en de geografische locatie zorgde dat er goede weersvoorspellingen voor Europa gedaan konden worden. De Coast Guard bleef Groenland patrouilleren voor de rest van de oorlog.
De USCGC Modoc (WPG-46) was ook betrokken bij de jacht op en het zinken van het Duitse slagschip Bismarck in 1941.
Kort nadat Duitsland de Verenigde Staten de oorlog had verklaard, begonnen Duitse onderzeeboten met Operatie Paukenschlag, wat het doen zinken van schepen voor de Amerikaanse kust inhield. Vele Coast Guard kotters waren betrokken bij de reddingsoperaties na Duitse aanvallen op Amerikaanse schepen. De USCGC Icarus, een 50 meter lange kotter die voorheen nog op rum joeg tijdens de Drooglegging, zonk U-352 op 9 mei 1942 en de USCGC Thetis zonk de U-157 op 10 juni 1942. Tijdens de oorlog zonk de Coast Guard 12 Duitse en 2 Japanse onderzeeboten en twee Duitse oppervlakteschepen.
De Coast Guard patrouilleerde ook de kusten van Verenigde Staten tijdens de oorlog. Op 13 juni 1942 ontdekte Seaman Second Class John Cullen, patrouillerend bij New Jersey, de eerste landing van Duitse saboteurs als onderdeel van Operatie Pastorious. Cullen was de in feite de eerste Amerikaan die contact maakte met de vijand op de kust van de Verenigde Staten. Zijn rapport leidde tot de gevangenneming van het Duitse sabotage team. Hiervoor kreeg Cullen de Legion of Merit.
Als aanvulling op de anti-onderzeeboot operaties werkte de Coast Guard nauw samen met de US Navy en US Marine Corps. Veel van de stuurmannen van de Amerikaanse landingsvaartuigen, zoals de LCVP, gebruikt bij amfibische operaties waren mannen van Coast Guard die met hulp van het Marine Corps een amfibische training hadden gehad. Coast Guard kotters en schepen, voornamelijk bemand door Coast Guard personeel, werden ook gebruikt bij de invasie van Noord-Afrika in november 1942 (Operatie Toorts) en de invasie van Sicilië in 1943 (Operatie Husky).
In november 1942 werd een wet aangenomen voor de van de Coast Guard's Women Reserve, beter bekend als SPARS. Onder leiding van kapitein Dorothy C. Stratton dienden ongeveer 11.000 vrouwen in verscheidene functies in Amerika, zodat de mannen overzees gestuurd konden worden.
Tijdens de landing in Normandië op 6 juni 1944 voer een flottielje van 60 houten 25 meter lange Coast Guard-kotters, met de bijnaam "Matchbox Fleet" (Luciferdoosjesvloot), langs alle vijf de landingsstranden als combat search and rescue eenheid, en redde 400 geallieerde militairen. Divisie O-1, inclusief de door de Coast Guard bemande USS Samuel Chase, landde de US Army's 1st Infantry Division op Omaha Beach. Bij Utah Beach bemande de Coast Guard het commandoschip USS Bayfield. Enkele door de Coast Guard bemande landingsvaartuigen gingen verloren tijdens D-Day door vijandelijk vuur en zware zee. Daarnaast liep een kotter op het strand tijdens een storm voor de Normandische kust en vernietigde een kunstmatige haven van de Amerikanen.
De USCGC Taney is het enige oorlogsschip dat vandaag de dag nog drijft en ook bij de aanval op Pearl Harbor was in 1941, al was ze eigenlijk gestationeerd in Honolulu.
Op 27 augustus 1944 ging de door de Coast Guard bemande USS LST-327 verloren toen die op een zeemijn liep of werd getorpedeerd in Het Kanaal. Hierbij verloren 22 Coast Guard mannen het leven.
Op 12 september 1944 werd het liberty-schip George Ade getorpedeerd door een Duitse U-boot bij Cape Hatteras. De USCGC Jackson en de USCGC Bedloe, onderweg om de overlevenden van de Ade te helpen, werden gepakt door een orkaan de dag erna, en zonken allebei. Daarbij kwamen 48 man van Coast Guard om het leven. Een US Navy watervliegtuig redde de overlevenden.
Op 29 januari 1945 explodeerde het Coast Guard bemande liberty-schip USS Serpens (AK-97) bij Guadalcanal terwijl er dieptebommen geladen werden. 193 man van de Coast guard, 56 van de US Army en 1 US Public Health Service-medewerker kwamen om het leven in de explosie. Het was de grootste ramp voor de Coast Guard tijdens de Tweede Wereldoorlog.
Het was gebruikelijk tijdens deze periode dat adelborsten uit Hollywood hun filmcarrières op een laag pitje zetten en zich aanmelden voor actieve dienst, veelal bij de Coast Guard.

### Douglas Munro
Signalman 1st Class Douglas Munro (1919-1942) is de enige persoon van de Coast Guard die ooit de Medal of Honor heeft ontvangen. Hij ontving hem als stuurman van een kleine boot tijdens de slag om Guadalcanal in 1942. Een destroyer escort van de Marine, de USS Douglas A. Munro (DE-422) werd naar hem vernoemd in 1944. De kotter USCGC Munro (WHEC-724) werd in dienst genomen in 1971, en is nog steeds in actieve dienst.

## Koreaanse Oorlog
Tijdens de Koreaanse Oorlog hielp de Coast Guard bij de evacuatie van het Koreaanse schiereiland na de Noord-Koreaanse aanval. Op 9 augustus 1950 nam het Congres Public Law 679, bekend als de Magnuson Act, aan. Dit gaf de Coast Guard de taak te zorgen voor de beveiliging van alle havens van de Verenigde Staten op permanente basis. Daarnaast plaatste de Coast Guard weerschepen in het noorden van de Stille Oceaan en hielp civiele en militaire vliegtuigen en schepen in nood, en richtte een lijn van LORAN-stations op in Japan en Korea, ter ondersteuning van de troepen van de Verenigde Naties.

## De jaren 1960
De Coast Guard was actief tijdens de Vietnamoorlog. Coast Guard Detachementen 11, 12 en 13, onder operationeel commando van de US Navy's 7e Vloot, assisteerden bij het onderscheppen van voorraden voor de Vietcong en Noord-Vietnamese troepen over zee. Zeven Coast Guard leden kwamen tijdens de oorlog om het leven. Daarnaast dienden nog een aantal Coast Guard piloten bij de US Air Force in Zuidoost-Azië van 1968 tot 1972.
In 1967 nam de Coast Guard de rood met blauwe "Racing Stripe" aan als onderdeel van de standaard verschijning op de kotters, boten en vliegtuigen. Het werd aangeraden door de industriële ontwerp firma van Raymond Loewy/William Snaith, Inc., die ook het in- en exterieur van Air Force One tijdens John F. Kennedy had herontworpen, om de schepen van de Coast Guard een onderscheidend voorkomen te geven, en ook zodat het beter herkenbaar was van een afstand. Deze "Racing Stripe" werd, in aangepaste versies, ook overgenomen door andere kustwachten, waaronder ook de Nederlandse Kustwacht.

## De jaren 1970
In het midden van de jaren 1970 nam de Coast Guard de blauwe uniformen zoals ze vandaag de dag nog gedragen worden, ter vervanging van de oudere uniformen in Navy-stijl. Vermeldenswaardig is dat de uniformen van officieren en gewone manschappen alleen verschillen van insignes ter aanduiding van de rang en op de pet, wat moet symboliseren dat de Coast Guard erg afhankelijk is van zijn gewone manschappen, al is het soms erg verwarrend voor andere diensten, inzake het salueren.
Vrouwen werden geïntegreerd binnen de Coast guard tijdens de jaren zeventig, te beginnen met het opheffen van de Vrouwen Reserve (SPARS) in 1973 en het aanpassen van de grote kotters voor een gemengde bemanning en het openstellen van alle rangen voor vrouwen in 1978.
Alles bij elkaar, de overgang van treasury naar Transportation in 1967, de uniformverandering, het einde van de Ocean Station-diensten, groei van de accommodaties aan de kust met de nieuw toegevoegde missies en het vervangen van de verouderde kotters uit de Tweede Wereldoorlog, markeerde het einde van de "Oude Coast Guard" ("houten schepen en mannen van staal").

### Einde van de Ocean Stations, begin van de 200-mijls limiet
Een belangrijke missie van de Coast Guard, het onderhouden van Ocean Stations, kwam ten einde met de verbetering van de luchtvaart boven de oceaan, met turbojet-vliegtuigen en verbeterde radionavigatie.

### Het Kurdika-incident
Op 23 november 1970 sprong Simonas Kurdika, een Sovjet-zeeman van Litouwse nationaliteit van het moederschip Sovetskaya Litva, dat voor anker lag in Amerikaanse wateren, bij Aquinnah (Massachusetts), aan boord van de USCGC Vigilant. De Sovjets beschuldigden Kurdika van de diefstal van 3000 roebel uit de kluis van het schip. Er gingen tien uur voorbij. Communicatieproblemen droegen bij aan de lange tijd.
Nadat pogingen om het ministerie van Buitenlandse Zaken om de leiding te nemen mislukte, gaf de commandant van het Eerste Coast Guard District de opdracht om een KGB-detachement aan boord van de Vigilant te laten om Kurdika terug te brengen naar het Sovjet-schip. Dit leidde tot een wijziging in de asielpolitiek van de Coast Guard. de commandant kregen administratieve straf en de kapitein van de Vigilant kreeg een reprimande per brief en kreeg een taak aan land.
Kurdika werd aangeklaagd voor verraad door de Sovjet-Unie en kreeg tien jaar in de goelag. Uit onderzoek bleek dat Kurdika het Amerikaanse burgerschap kon claimen door zijn moeder en kreeg toestemming om naar de Verenigde Staten te komen in 1974.
Het incident, jarenlang bekend als de Coast Guards "Day of Shame", is de basis geweest voor een televisiefilm, The Defection of Simas Kurdika.

## De jaren 1980
Op 28 januari 1980 botste de USCGC Blackthorn (WLB-391) met de olietanker S.S. Capricorn en kapseisde. 23 Coast Guard mannen kwamen om het leven. Dit kwam kort nadat het trainingsschip CGC Cuyahoga was gezonken na een botsing waarbij 11 man omkwamen in 1978. Deze twee gebeurtenissen hadden een grote impact op het moreel binnen de Coast Guard.
In 1980 was de Coast Guard betrokken bij het redden van 505 passagiers en bemanning van de MS Prinsendam in de Golf van Alaska.
In april 1980 stond de Cubaanse regering burgers toe om het land te verlaten als ze dat wilden vanuit Mariel met hun eigen transport (de Mariel-exodus). De Coast Guard redde boten in nood, inspecteerde boten voor adequate veiligheidssystemen en registreerde vluchtelingen. Deze taak werd bemoeilijkt door een orkaan, die vele boten liet omslaan en het gebrek aan samenwerking met de Cubaanse Grenswacht. Tegen mei waren er 600 reservisten opgeroepen, hielp de US Navy tussen Cuba en Key West en ook de Auxiliary was betrokken. Tussen april en mei 1980 werden 125.000 vluchtelingen geprocedeerd.

## De jaren 1990
In 1994 probeerden ongeveer 38.000 personen van Cuba naar Florida te varen, veelal op zelfgemaakte vlotten. De Marine en Coast Guard voerden intensieve search and rescue operaties uit op zee. Zestien kotters van 34 meter werden ingezet, evenals Buoy tenders die normaal niet op open zee worden ingezet. Door een verandering in het presidentieel beleid werden de geredde Cubanen naar het US Naval Station in Guantánamo Bay op Cuba gestuurd.

## De jaren 2000
In 2002 stuurde de Coast Guard enkele kotters van 34 meter naar de Perzische Golf om het VN-embargo tegen goederen van en naar Irak te versterken. Port Security Units en Naval Coastal Warfare-eenheden hielpen ook bij de opbouw van de Amerikaanse legermacht.
In maart 2003 werd de Coast Guard overgeplaatst van het ministerie van Transport naar het Department of Homeland Security.
In september 2003 verplaatste Minister van Defensie Donald Rumsfeld alle militaire verantwoordelijkheden van de Coast Guard naar de Marine en gaf de Coast Guard alleen nog taken die binnen Homeland Security vielen.
Op 24 april 2004 kwam voor het eerst sinds de Vietnamoorlog een lid van de Coast Guard om het leven. Hij kwam om tijdens een zelfmoordaanslag bij Basra in Irak.
Na de orkaan Katrina zond de Coast Guard helikopters, vliegtuigen, kleine boten en Auxiliary-vliegtuigen, evenals 25 cutters naar de Golfkust, en redde 2000 mensen in de eerste twee dagen en 33.500 mensen in totaal. De bemanningen herstelden ook schades aan offshore olieplatformen en olieraffinaderijen. meer dan 2.400 man personeel hielp mee met de reddingswerkzaamheden en wederopbouw.
In mei 2006, bij de ceremonie omtrent de wisseling van het commando, gaf president George W. Bush de gehele Coast Guard, inclusief de Coast Guard Auxiliary, de Presidential Unit Citation voor hun hulp na de orkaan Katrina.

## Toekomst
Het Integrated Deepwater System Program is ontworpen om toekomstige dreigingen tegen de VS vanuit zee aan te kunnen. Naast de aanschaf van nieuwe schepen en vliegtuigen, houdt het programma ook het upgraden in van technologie voor communicatie, commando, inlichtingen en verkenning.
Een belangrijk deel van het Deepwater System is de Maritime Security Cutter, Large (WMSL), die de 378 voets (115 m) high-endurance cutters zal vervangen. Het schip zal een lengte hebben van 128 meter en aangedreven worden door een gasturbine motor met twee extra dieselmotoren. Het bereik zal liggen rond de 22.000 km, met reizen die tot 60 dagen kunnen duren.
Een ander belangrijk schip is de Maritime Security Cutter, Medium (WMSM), die 104 meter lang zal zijn, en een 45-daagse patrouille kan uitvoeren, over een afstand van 17.000 km. Zowel de WMSL- als de WMSM-cutters zullen de mogelijkheid hebben om twee helikopters of vier VTOL UAV's of een combinatie van beide mee te nemen.